# Holger Graversen
Holger Graversen (født 15. februar 1936 på Fur død 22. juni 2023 i Hadsund) var en dansk politiker, der var medlem af Folketinget for Socialdemokratiet 1987-2001. Han var desuden midlertidigt folketingsmedlem i flere perioder fra 1984 til 1986.
Graversen blev uddannet lærer fra Skive Seminarium i 1958 og arbejdede som overlærer ved Hadsund Skole fra samme år.
Den politiske interesse tog sin begyndelse i 1960, hvor han blev formand for DSU i Hadsund. Han blev medlem af Hadsund Kommune i 1966 og var formand for socialudvalget 1974-1978 og igen 1986-1987. Fra 1970 til 1977 var han desuden formand for Socialdemokratiet i Hadsund. I 1983 blev han opstillet til Folketinget i Hobrokredsen (Nordjyllands Amtskreds) og blev midlertidigt medlem 16. februar−19. marts 1984, 1. november−16. december 1984 og 7. oktober 1985−13. januar 1986. Ved valget 8. september 1987 blev han medlem af Folketinget og sad til 20. november 2001.